# アンドレ・ミラー
アンドレ・ロイド・ミラー（Andre Lloyd Miller , 1976年3月19日 - ）はアメリカ合衆国カリフォルニア州ロサンゼルス出身のバスケットボール選手。身長188cm、体重93kg。ポジションはポイントガード。NBAのデンバー・ナゲッツなどに所属していた。

## 経歴

### 学生時代
ロサンゼルスのハイスクールを卒業後、ユタ大学に4年間在籍。1998年のNCAAトーナメントではトリプルダブルを記録した。また大学史上初めて決勝戦に進出したが、惜しくもケンタッキー大学に敗れ去った。なお、この年以降、ユタ大学は決勝に進出していない。また、キース・ヴァン・ホーンやマイケル・ドレアックとチームメイトだった。平均12.1 得点、5.4 アシスト、4.8 リバウンドの記録を残し、歴代記録となる254スティール、歴代2位の721アシストを記録した。専攻では社会学の学士号を取得した。

### NBA

#### クリーブランド・キャバリアーズ
1999年のNBAドラフトにおいてクリーブランド・キャバリアーズから全体8位指名を受けた。ルーキーイヤーの1999-00シーズンから82試合フル出場を果たした。特に2月からは先発の座を掴み、この年は11.1得点、5.8アシストを記録し、新人選手として好成績を残した。その後2シーズン、2000-01シーズンはフル出場を果たし、全試合で先発出場、シーズンのアシストランクでは6位となる8を記録した。。2001-02シーズンは1試合欠場したのみだった。3年目には平均得点とアシストでシーズンダブルダブルを記録、10.9ポイントでNBAのアシスト王に輝くなど個人成績は軒並み上昇したが、チームには得点源となる選手がおらず低迷。いずれもプレイオフには遠い成績だった。
2002年、バスケットボール世界選手権のアメリカ代表に選出。9試合に出場し、10.7得点、4.1アシストを記録した。

#### ロサンゼルス・クリッパーズ
7月30日にダリアス・マイルズ、ハロルド・ジェイミソンとのトレードで、ブライアント・スミスと共にロサンゼルス・クリッパーズへ移籍した。2002-03シーズンは80試合に先発出場したが、キャバリアーズと同様に低迷を続けていたチームだけあって27勝55敗という不本意な成績に終わった。また、個人成績も前年を下回ってしまった。ちなみに11月には当時のキャリアハイとなる37得点を記録している。

#### デンバー・ナゲッツ
2003年8月1日にデンバー・ナゲッツと6年契約を結んだ。チームにはルーキーとしてカーメロ・アンソニーが入団したことから5割以上の成績をキープ。ミラーは司令塔として82試合フル出場し、この年、自身初のプレイオフを経験した。その後2シーズンもナゲッツに在籍し、故障することなく全試合に出場するなど屈強な身体でチームに貢献した。プレイオフでは1回戦の壁が立ちはだかり、2回戦に進出することはなかった。2005-06シーズンのアシストランクでは6位となる8.2を記録した。

#### フィラデルフィア・76ers
ナゲッツ在籍4シーズン目となった2006年12月19日、アレン・アイバーソンらとのトレードでフィラデルフィア・76ersへ移籍。またしても再建を図るチームへの移籍となった。1試合あたりのアシストはリーグ7位の7.8を記録、トータルのアシスト数も625とリーグ4位に入るなど好調を維持した。2007-08シーズンにはキャリアハイとなるレギュラーシーズン1試合平均17得点を記録するなど、チームをプレーオフに導く活躍を見せた。

#### ポートランド・トレイルブレイザーズ

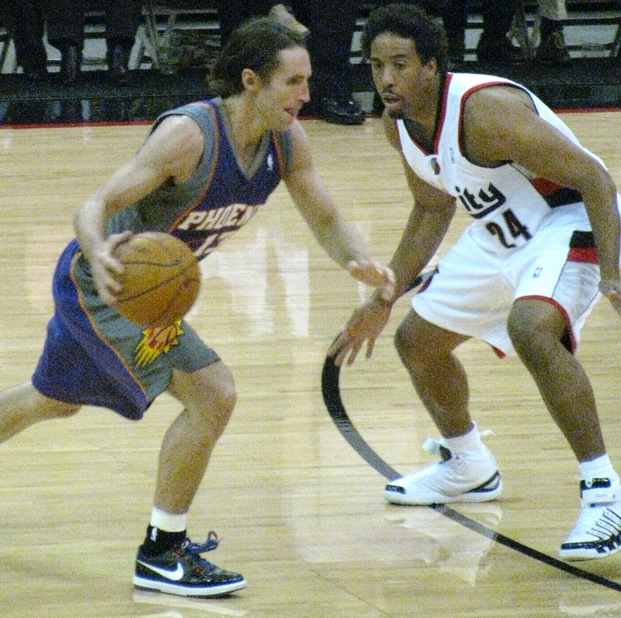
スティーブ・ナッシュ(左)をディフェンスするミラー

2009年7月24日にポートランド・トレイルブレイザーズと3年総額2,100万ドルの契約を結んだ。2010年1月30日のダラス・マーベリックス戦ではキャリアハイを更新する52得点を記録した。

#### ナゲッツ復帰
2011年のNBAドラフト当日にレイモンド・フェルトンとのトレードで、ジョーダン・ハミルトンのドラフト交渉権と共に古巣であるデンバー・ナゲッツへ移籍した。2013年1月のミネソタ・ティンバーウルブズ戦でキャリア通算15000得点を達成した。

#### ワシントン・ウィザーズ
2014年2月20日に3チームが絡むトレードでワシントン・ウィザーズへ移籍した。

#### サクラメント・キングス
2015年2月19日にレイモン・セッションズとのトレードでサクラメント・キングスへ移籍した。

#### ミネソタ・ティンバーウルブズ
2015年7月29日にミネソタ・ティンバーウルブズと契約したが、26試合に出場した後、2月25日にバイアウト合意に伴いウェイブされた。

#### サンアントニオ・スパーズ
2016年2月29日にサンアントニオ・スパーズとシーズン終了までの契約を結んだ。
NBAで通算16000得点・8000アシスト・1500スティールを超える堂々の成績を残しながら、最も過小評価された選手の一人とも考えられている。

## プレイスタイル
デビュー以来、欠場したのは7シーズンでわずか3試合のみ。それほど故障をしない丈夫な肉体を保っているので｢鉄人｣と形容されることもしばしばある。アウトサイドからのシュートはないが、ドライブから切り込んでシュートを放つ。故障しないことから司令塔としても計算できる選手であり、キャリア平均1試合あたり35分近い出場時間があり、スタミナを携えた選手でもある。

戦術理解度が高くどのような選手と組んでも一定以上のスタッツを残せるコーチ陣としては実に計算しやすいポイントガードである。しかし、チームを選ばない選手ゆえにトレード候補になりやすい面も持ちあわせている。

## 個人成績

### NBA

#### レギュラーシーズン
| シーズン | チーム | GP    | GS  | MPG  | FG%  | 3P%  | FT%  | RPG | APG   | SPG | BPG | TO   | PPG  |
| -------- | ------ | ----- | --- | ---- | ---- | ---- | ---- | --- | ----- | --- | --- | ---- | ---- |
| 1999–00  | CLE    | 82*   | 36  | 25.5 | .449 | .204 | .774 | 3.4 | 5.8   | 1.0 | .2  | 2.02 | 11.1 |
| 2000–01  | CLE    | 82*   | 82* | 34.7 | .452 | .266 | .833 | 4.4 | 8.0   | 1.5 | .3  | 3.23 | 15.8 |
| 2001–02  | CLE    | 81    | 81  | 37.3 | .454 | .253 | .817 | 4.7 | 10.9* | 1.6 | .4  | 3.02 | 16.5 |
| 2002–03  | LAC    | 80    | 80  | 36.4 | .406 | .213 | .795 | 4.0 | 6.7   | 1.2 | .1  | 2.58 | 13.6 |
| 2003–04  | DEN    | 82*   | 82* | 34.6 | .457 | .185 | .832 | 4.5 | 6.1   | 1.7 | .3  | 2.62 | 14.8 |
| 2004–05  | DEN    | 82*   | 82* | 34.8 | .477 | .154 | .838 | 4.1 | 6.9   | 1.5 | .1  | 2.68 | 13.6 |
| 2005–06  | DEN    | 82*   | 82* | 35.8 | .463 | .185 | .738 | 4.3 | 8.2   | 1.3 | .2  | 3.12 | 13.7 |
| 2006–07  | DEN    | 23    | 23  | 35.7 | .472 | .250 | .729 | 4.5 | 9.1   | 1.6 | .2  | 3.04 | 13.0 |
| 2006–07  | PHI    | 57    | 56  | 37.6 | .464 | .053 | .808 | 4.4 | 7.3   | 1.3 | .1  | 2.67 | 13.6 |
| 2007–08  | PHI    | 82*   | 82* | 36.8 | .492 | .088 | .772 | 4.0 | 6.9   | 1.3 | .1  | 2.51 | 17.0 |
| 2008–09  | PHI    | 82*   | 82* | 36.3 | .473 | .283 | .826 | 4.5 | 6.5   | 1.3 | .2  | 2.43 | 16.3 |
| 2009–10  | POR    | 82*   | 66  | 30.5 | .445 | .200 | .821 | 3.2 | 5.4   | 1.1 | .1  | 2.7  | 14.0 |
| 2010–11  | POR    | 81    | 81  | 32.7 | .460 | .108 | .853 | 3.7 | 7.0   | 1.4 | .1  | 2.1  | 12.7 |
| 2011–12  | DEN    | 66*   | 7   | 27.4 | .438 | .217 | .811 | 3.3 | 6.7   | 1.0 | .1  | 1.1  | 9.7  |
| 2012–13  | DEN    | 82*   | 11  | 26.2 | .479 | .266 | .840 | 2.9 | 5.9   | .9  | .1  | 1.1  | 9.6  |
| 2013–14  | DEN    | 30    | 2   | 19.0 | .458 | .500 | .745 | 2.4 | 3.3   | .5  | .2  | 1.0  | 5.9  |
| 2013–14  | WAS    | 28    | 0   | 14.7 | .460 | .667 | .833 | 2.0 | 3.5   | .7  | .1  | 1.3  | 3.8  |
| 2014–15  | WAS    | 51    | 0   | 12.4 | .542 | .125 | .718 | 1.5 | 2.8   | .3  | .0  | .9   | 3.6  |
| 2014–15  | SAC    | 30    | 0   | 20.7 | .459 | .231 | .789 | 2.5 | 4.7   | .6  | .1  | 1.9  | 5.7  |
| 2015–16  | MIN    | 26    | 0   | 10.8 | .621 | .250 | .789 | .9  | 2.2   | .3  | .0  | 1.0  | 3.4  |
| 2015–16  | SAS    | 13    | 4   | 13.9 | .479 | .250 | .692 | 2.1 | 2.2   | .5  | .0  | .9   | 4.3  |
| 通算     | 通算   | 1,304 | 939 | 30.9 | .461 | .217 | .807 | 3.7 | 6.5   | 1.2 | .2  | 2.4  | 12.5 |

- 2011–2012シーズンは66試合で打ち切り

#### プレーオフ
| シーズン | チーム | GP | GS | MPG  | FG%  | 3P%  | FT%   | RPG | APG | SPG | BPG | TO   | PPG  |
| -------- | ------ | -- | -- | ---- | ---- | ---- | ----- | --- | --- | --- | --- | ---- | ---- |
| 2004     | DEN    | 5  | 5  | 34.8 | .472 | .000 | .818  | 4.6 | 3.2 | 1.6 | .0  | 2.00 | 15.4 |
| 2005     | DEN    | 5  | 5  | 36.8 | .424 | .500 | .719  | 5.2 | 5.2 | 2.0 | .2  | 2.40 | 16.2 |
| 2006     | DEN    | 5  | 5  | 36.4 | .442 | .000 | .824  | 4.4 | 7.2 | 1.0 | .2  | 3.20 | 16.4 |
| 2007     | PHI    | 6  | 6  | 38.2 | .438 | .000 | .636  | 3.2 | 3.3 | .8  | .0  | 2.33 | 15.3 |
| 2008     | PHI    | 6  | 6  | 43.0 | .475 | .300 | .824  | 6.3 | 5.3 | 1.2 | .2  | 3.17 | 21.2 |
| 2009     | PHI    | 6  | 6  | 43.0 | .475 | .300 | .824  | 6.3 | 5.3 | 1.2 | .2  | 2.7  | 21.2 |
| 2010     | POR    | 6  | 6  | 35.0 | .405 | .429 | .775  | 3.2 | 6.0 | 1.2 | .2  | 3.3  | 15.7 |
| 2011     | POR    | 6  | 6  | 32.3 | .493 | .400 | .792  | 3.2 | 5.5 | .3  | .0  | 2.4  | 14.8 |
| 2012     | DEN    | 7  | 0  | 28.6 | .425 | .571 | .867  | 5.6 | 6.0 | 1.3 | .1  | 3.1  | 11.3 |
| 2013     | DEN    | 6  | 0  | 25.7 | .420 | .455 | .778  | 3.3 | 3.8 | .3  | .0  | 3.7  | 14.0 |
| 2014     | WAS    | 11 | 0  | 9.8  | .463 | .333 | .556  | 1.0 | .8  | .2  | .0  | 2.7  | 4.0  |
| 2016     | SAS    | 5  | 0  | 7.0  | .429 | .333 | 1.000 | 1.0 | 1.4 | .0  | .0  | .0   | 1.8  |
| 通算     | 通算   | 68 | 39 | 28.4 | .446 | .383 | .768  | 3.7 | 4.3 | .9  | .1  | 2.1  | 12.6 |

## 業績
- キャリア通算平均7.6アシストは、NBA歴代13位タイである。
- 2001-02シーズンはリーグトップの平均10.9アシスト。
- キャリア通算で7回のトリプル・ダブルを記録している。
- 1999-2000シーズン、オールルーキーファーストチームに選出された。